# Dummy Taylor
Luther Haden Taylor, meglio conosciuto come Dummy Taylor, (Oskaloosa, 21 febbraio 1875 – Jacksonville, 22 agosto 1958) è stato un giocatore di baseball statunitense, membro della comunità sorda.

## Biografia
È stato il secondo giocatore di baseball sordo, dopo Dummy Hoy, a giocare nel baseball professionistico. Giocò per l'intera carriera con i New York Giants ad eccezione del 1902, anno in cui passò dal 12 marzo al 7 maggio con i Cleveland Bronchos (gli odierni Indians).